# Juan Esnáider
Juan Esnáider (født 5. marts 1973) er en argentinsk fodboldspiller.

## Argentinas fodboldlandshold
| Argentinas landshold | Argentinas landshold | Argentinas landshold |
| År                   | Kmp                  | Mål                  |
| -------------------- | -------------------- | -------------------- |
| 1995                 | 1                    | 2                    |
| 1996                 | 1                    | 0                    |
| 1997                 | 1                    | 0                    |
| Total                | 3                    | 2                    |